# Centerrörelsen
Centerrörelsen består av fyra organisationer kopplade till Centerpartiet, utöver Centerpartiet är Centerkvinnorna, Centerpartiets Ungdomsförbund (CUF) och Centerstudenter (CS) med. Om man går med i någon av Centerrörelsens grupper blir man automatiskt med i Centerpartiet.